# When the Bough Breaks
When the Bough Breaks — второй сольный альбом британского барабанщика, участника группы Black Sabbath Билла Уорда, выпущенный в апреле 1997 года на лейбле Cleopatra Records.

## Об альбоме
Билл Уорд не играет на ударных на этом альбоме. На обложке оригинального издания были изображены две розы. После выхода альбома Билл Уорд объявил, что обложка неправильная и альбом должен быть переиздан. Кроме того, тексты песен на внутреннем буклете были напечатаны столь мелким шрифтом, что многим людям приходилось напрягать глаза, чтобы прочесть их. Новое издание этого альбома вышло в 2000-м году и содержало на обложке фотографию Билла Уорда 70-х годов.
Грег Прато из AllMusic в своей рецензии писал: «Давние поклонники, ожидавшие, что Уорд пойдет в том же направлении, что и фирменный грязный рифф-рок Sabbath, могут быть застигнуты врасплох, но такие среднетемповые композиции, как „Hate“, „Shine“ и блюзовая „When I Was a Child“, содержат тексты, которые, кажется, ловят Уорда в режиме „открой свое сердце“».

## Список композиций
Слова и музыка всех песен — Билл Уорд.
| №                   | Название                             | Длительность |
| ------------------- | ------------------------------------ | ------------ |
| 1.                  | «Hate»                               | 5:00         |
| 2.                  | «Children Killing Children»          | 3:51         |
| 3.                  | «Growth»                             | 5:45         |
| 4.                  | «When I was a Child»                 | 4:54         |
| 5.                  | «Please Help Mommy (She’s a Junkie)» | 6:40         |
| 6.                  | «Shine»                              | 5:06         |
| 7.                  | «Step Lightly (On the Grass)»        | 5:59         |
| 8.                  | «Love & Innocence»                   | 1:00         |
| 9.                  | «Animals»                            | 6:32         |
| 10.                 | «Nighthawks Stars & Pines»           | 6:45         |
| 11.                 | «Try Life»                           | 5:35         |
| 12.                 | «When the Bough Breaks»              | 9:45         |
| Общая длительность: | Общая длительность:                  | 66:53        |

## Участники записи
- Билл Уорд — вокал, аранжировки[2]
- Кит Линч — гитары
- Пол Илл — бас-гитара, контрабас
- Ронни Сиаго — ударные, синтезатор, вокал на треке 9
- Джимми Вуд — гармоника
- Крис Дарроу — мандолина
- Стив Тавальоне — саксофон